# Murg zum Hochrhein
Das FFH-Gebiet Murg zum Hochrhein ist ein im Jahr 2005 durch das Regierungspräsidium Freiburg nach der Richtlinie 92/43/EWG (Fauna-Flora-Habitat-Richtlinie) angemeldetes Schutzgebiet (Schutzgebietskennung DE-8413-341) im deutschen Bundesland Baden-Württemberg. Mit Verordnung des Regierungspräsidiums Freiburg zur Festlegung der Gebiete von gemeinschaftlicher Bedeutung vom 25. Oktober 2018 wurde das Gebiet festgelegt.

## Lage
Das 1450,4 Hektar große Schutzgebiet gehört zu den Naturräumen 155-Hochschwarzwald und 160-Hochrheintal innerhalb der naturräumlichen Haupteinheiten 15-Schwarzwald und 16-Hochrheingebiet.
Es besteht aus mehreren Teilgebieten und liegt auf der Markung von fünf Städten und Gemeinden:
- Görwihl = 130.5317 ha, 9 %
- Herrischried = 478.6165 ha, 33 %
- Murg (Landkreis Waldshut) = 159.5388 ha, 11 %
- Rickenbach (Hotzenwald) = 290.0706 ha, 20 %
- Bad Säckingen = 362.5883 ha, 25 %

## Beschreibung und Schutzzweck
Bei dem Schutzgebiet handelt es sich um eine offene Tallandschaft mit glazialer Überformung und artenreichem Grünland und Feuchtvegetation. Ausgeprägtes Schluchttal mit natürlichen Waldbildern sowie Felsbildungen und Blockschutthalden und einem sehr naturnahen Flusslauf. Typisch für das Gebiet sind zahlreiche Wuhren (Zuleitungskanäle für die Wässerwiesenwirtschaft).

### Lebensraumklassen
(allgemeine Merkmale des Gebiets) (prozentualer Anteil der Gesamtfläche)
Angaben gemäß Standard-Datenbogen aus dem Amtsblatt der Europäischen Union
|                                                                           |                                                                           |  |      |      |
| N06 – Binnengewässer (stehend und fließend)                               | N06 – Binnengewässer (stehend und fließend)                               |  | 2 %  | 2 %  |
| N07 – Moore, Sümpfe, Uferbewuchs                                          | N07 – Moore, Sümpfe, Uferbewuchs                                          |  | 5 %  | 5 %  |
| N10 – Feuchtes und mesophiles Grünland                                    | N10 – Feuchtes und mesophiles Grünland                                    |  | 46 % | 46 % |
| N15 – Anderes Ackerland                                                   | N15 – Anderes Ackerland                                                   |  | 1 %  | 1 %  |
| N16 – Laubwald                                                            | N16 – Laubwald                                                            |  | 20 % | 20 % |
| N17 – Nadelwald                                                           | N17 – Nadelwald                                                           |  | 10 % | 10 % |
| N19 – Mischwald                                                           | N19 – Mischwald                                                           |  | 15 % | 15 % |
| N21 – Nicht-Waldgebiete mit hölzernen Pflanzen (Obstbaumhaine, Weinberge) | N21 – Nicht-Waldgebiete mit hölzernen Pflanzen (Obstbaumhaine, Weinberge) |  | 1 %  | 1 %  |
| N22 – Binnenlandfelsen, Geröll- und Schutthalden                          | N22 – Binnenlandfelsen, Geröll- und Schutthalden                          |  | 0 %  | 0 %  |
|                                                                           |                                                                           |  |      |      |

### Lebensraumtypen
Gemäß Anlage 1 der Verordnung des Regierungspräsidiums Freiburg zur Festlegung der Gebiete von gemeinschaftlicher Bedeutung (FFH-Verordnung) vom 25. Oktober 2018 kommen folgende Lebensraumtypen nach Anhang I der FFH-Richtlinie im Gebiet vor:
| EU Code | Lebensraumtyp (offizielle Bezeichnung)                                                                          | Kurzbezeichnung                              | Hektar |
| ------- | --- | -------------------------------------------- | ------ |
| 3260    | Flüsse der planaren bis montanen Stufe mit Vegetation des Ranunculion fluitantis und des Callitricho-Batrachion | Fließgewässer mit flutender Wasservegetation | 11,87  |
| 6210    | Naturnahe Kalk-Trockenrasen und deren Verbuschungsstadien (Festuco-Brometalia)                                  | Kalk-Magerrasen – orchideenreiche Bestände   | 0,0    |
| 6230    | Artenreiche montane Borstgrasrasen (und submontan auf dem europäischen Festland) auf Silikatböden               | Artenreiche Borstgrasrasen                   | 17,97  |
| 6410    | Pfeifengraswiesen auf kalkreichem Boden, torfigen und tonig-schluffigen Böden(Molinion caeruleae)               | Pfeifengraswiesen                            | 30,32  |
| 6430    | Feuchte Hochstaudenfluren der planarenund montanen bis alpinen Stufe                                            | Feuchte Hochstaudenfluren                    | 4,53   |
| 6510    | Magere Flachland-Mähwiesen (Alopecurus pratensis, Sanguisorba officinalis)                                      | Magere Flachland-Mähwiesen                   | 132,91 |
| 6520    | Berg-Mähwiesen                                                                                                  | Berg-Mähwiesen                               | 99,40  |
| 7140    | Übergangs- und Schwingrasenmoore                                                                                | Übergangs- und Schwingrasenmoore             | 6,09   |
| 7230    | Kalkreiche Niedermoore                                                                                          | Kalkreiche Niedermoore                       | 0,93   |
| 8150    | Kieselhaltige Schutthalden der Berglagen Mitteleuropas                                                          | Silikatschutthalden                          | 0,33   |
| 8220    | Silikatfelsen mit Felsspaltenvegetation                                                                         | Silikatfelsen mit Felsspaltenvegetation      | 9,10   |
| 8230    | Silikatfelsen mit Pioniervegetation desSedo-Scleranthion oder des Sedo albi-Veronicion dillenii                 | Pionierrasen auf Silikatfelskuppen           | 1,00   |
| 9110    | Hainsimsen-Buchenwald (Luzulo-Fagetum)                                                                          | Hainsimsen-Buchenwald                        | 8,30   |
| 9130    | Waldmeister-Buchenwald (Asperulo-Fagetum)                                                                       | Waldmeister-Buchenwald                       | 8,20   |
| 9180    | Schlucht- und Hangmischwälder Tilio-Acerion                                                                     | Schlucht- und Hangmischwälder                | 21,80  |
| 91D0    | Moorwälder | Moorwälder                                   | 0,44   |
| 91E0    | Auen-Wälder mit Alnus glutinosa und Fraxinus excelsior (Alno-Padion, Alnion incanae, Salicion albae)            | Auenwälder mit Erle, Esche, Weide            | 20,98  |

### Zusammenhängende Schutzgebiete
Das FFH-Gebiet besteht aus zahlreichen Teilgebieten, es überschneidet sich teilweise mit drei Landschaftsschutzgebieten. Es liegt vollständig im Naturpark Südschwarzwald.
Die Naturschutzgebiete
- Nr. 3068 – Alter Weiher und
- Nr. 3189 – Oberer Schwarzenbach

liegen vollständig im FFH-Gebiet.